# Занорыш
Зано́рыш (англ. Mining bag) — полость в массе горных пород, однородных и жилах, стенки которой покрыты друзами или щётками кристаллов. В минералогии — крупные друзовые пустоты.
Полость может быть открытой или заполнена обломочным материалом (песок, глина и пр.). Работа геологов заключается в поиске, вскрытии и подчистке занорышей.

## Термин

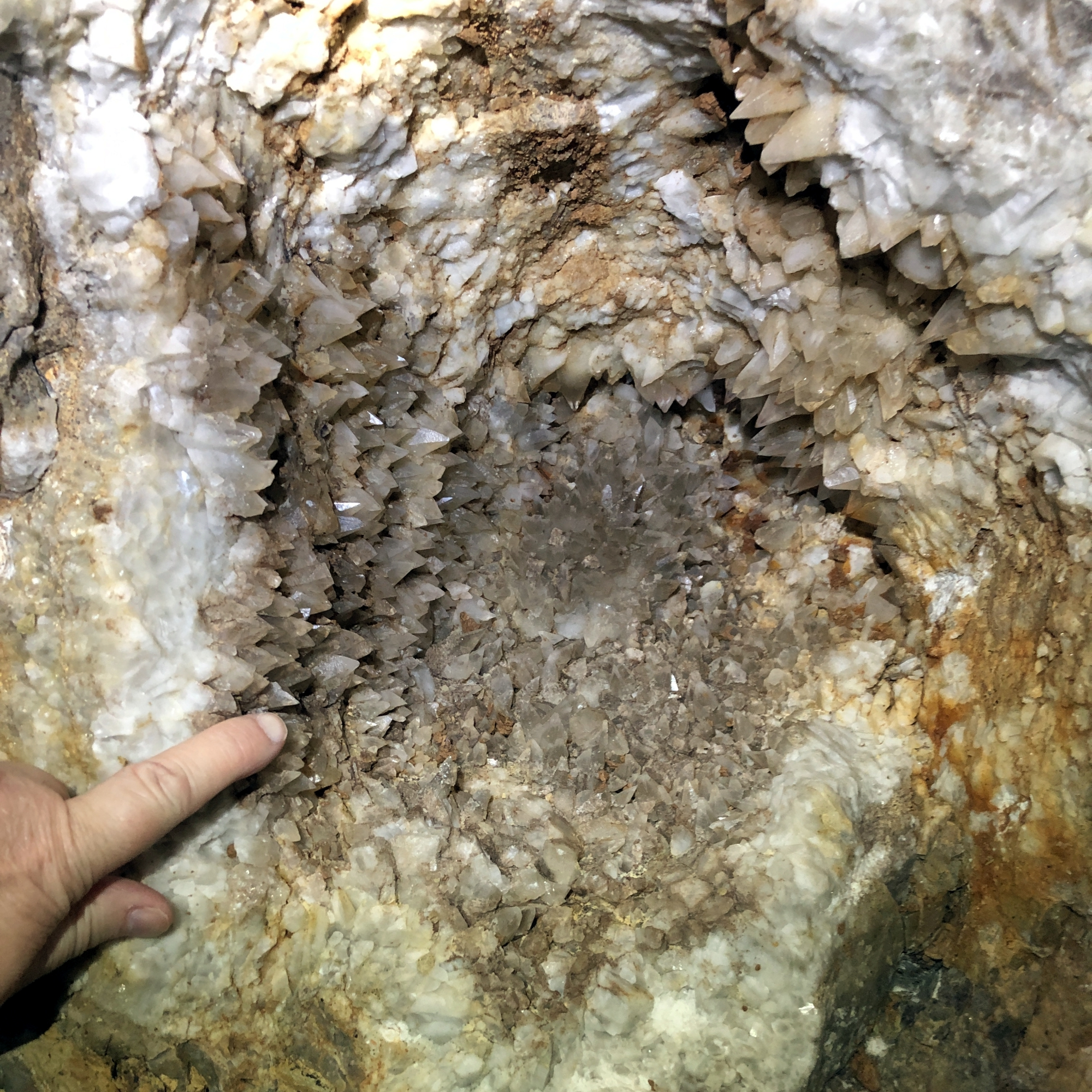
Кальцит

Занорыш — профессиональный термин для минеральных агрегатов определённой формы, используемый минералогами и геологами.
По размеру и форме различают:
- Крупный занорыш (пещерка-занорыш) — называется пустота, камера, каверна.
- Занорыш с крупными друзами кристаллов внутри (жеода).
- Узкий по форме (щелевидный занорыш).

Встречаются пегматиты «занорышевого типа».

## Описание

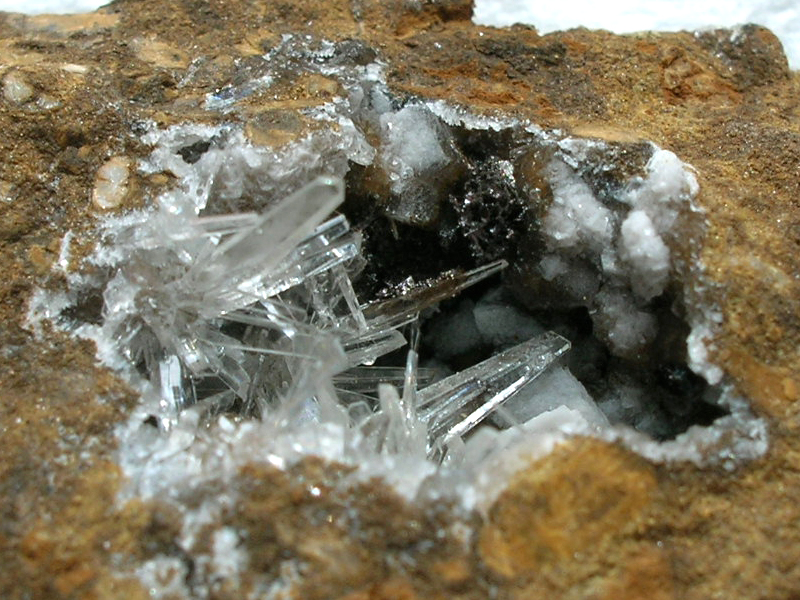
Арагонит

В занорышах можно найти хорошо сохранившиеся крупные кристаллы минералов (кварц и другие).
При разведочном бурении необходимо стремиться пересечь занорыш.
Занорыши бывают пустотелыми или с ядром, например сложен кварцевым ядром.